# Daddy & Them - Una famiglia di pecore nere
Daddy & Them - Una famiglia di pecore nere (Daddy and Them) è un film statunitense del 2001 scritto, diretto e interpretato da Billy Bob Thornton. È l'ultima apparizione cinematografica di Jim Varney, morì il 10 febbraio 2000 un anno prima dell'uscita del film.